# Corso Trieste (Rome)
Le Corso Trieste est une rue de Rome qui relie la via Nomentana à la place Annibaliano. La rue, qui depuis 1946 donne son nom au XVIIe quartier de Rome, est notamment connue pour les pins parasols installés dans le terre-plein central.

## Histoire
La création de la voie était prévue dans le plan municipal général de 1909, et a été construite entre 1924 et 1930 entre la via Nomentana et la piazza Istria. En 1930, les Pinus pinea ont été plantés au centre du terre-plein central.